# Ipomoea tabascana
Ipomoea tabascana är en vindeväxtart som beskrevs av J.A. Mcdonald och D.F. Austin. Ipomoea tabascana ingår i släktet praktvindor, och familjen vindeväxter. Inga underarter finns listade i Catalogue of Life.